# Яри-Загатки (заповідне урочище)
Яри́-Зага́тки — заповідне урочище, розташоване неподалік від села Березова Лука Гадяцького району Полтавської області. Було створене відповідно до постанови Полтавської облради № 74 від 17 квітня 1992 року.

## Загальні відомості
Землекористувачем є ДП «Миргородський лісгосп», Комишнянське лісництво, квартали 197 (без вид. 1), 198 (без вид. 9-10), 199—200, площа — 175 гектарів. Розташоване на північ від села Березова Лука Гадяцького району.
Урочище створене з метою збереження лісового масиву з кленово-липово-дубовими угрупованнями на заплаві річки Хорол з різноманітною флорою та фауною. Осередок збереження рідкісних видів рослин (2) та тварин (18).